# عدد اول مرسن
اعداد اول مرسن (به انگلیسی: Mersenne Primes)، اعداد اولی به فرم {\displaystyle M_{n}=2^{n}-1} هستند که به افتخار نام کشیش فرانسوی مارین مرسن (به انگلیسی: Marin Mersenne)، به این نام خوانده می‌شوند. چرا که مرسن در زمینهٔ اول بودن این نوع اعداد اظهار نظری نادرست اما محرک کرده بود.
اولین اعداد مرسن اعداد زیر هستند: ۳، ۷، ۳۱، ۱۲۷، ۸۱۹۱، ۱۳۱۰۷۱، ۲۱۴۷۴۸۳۶۴۷ و … که متناظر هستند با … ،۸۹ ،۶۱ ،۳۱ ،۱۹ ،۱۷ ،۱۳ ،۷ ،۵ ،۳ ،۲ =n

## اثبات چند قضیه کاربردی در این رابطه
قضیه اول: اگر {\displaystyle M_{n}} اول باشد، {\displaystyle n} نیز باید خود اول باشد.
اثبات: فرض کنیم که حکم نادرست است (برهان خلف). یعنی به ازای {\displaystyle n} مرکبی، {\displaystyle 2^{n}-1} اول است؛ در این صورت می‌توان {\displaystyle n} را به صورت ضرب دو عدد غیر یک {\displaystyle n=rs} نوشت. پس:
{\displaystyle 2^{n}-1=2^{rs}-1=(2^{r})^{s}-1=(2^{r}-1)(\cdots )}
پس اگر {\displaystyle s} زوج باشد، طبق اتحاد مزدوج و اگر فرد باشد طبق اتحاد چاق و لاغر (لاگرانژ) به عوامل اول تجزیه می‌شود و اول نیست؛ پس به تناقض می‌رسیم و فرض خلف باطل است. پس {\displaystyle n} باید اول باشد.

### اعداد مرسن و اعداد کامل (تام)
بدیهی است که اعداد مرسن در مبنای دو به صورت {\displaystyle ((100\cdots 0)-1)_{2}} می‌باشد که برابر {\displaystyle (11\cdots 1)_{2}} است ({\displaystyle p}تا یک).
تعریف: عدد کامل (تام) عددی است که با مجموع مقسوم علیه‌های خود، به جز خودش، برابر باشد. از معروفترین آن‌ها ۶=۳+۲+۱ و ۲۸=۱۴+۷+۴+۲+۱ هستند.
قضیه دوم: هر عدد کامل به صورت {\displaystyle (2^{p}-1)(2^{p-1})} است که {\displaystyle 2^{p}-1} اول است.
این‌ها اعداد به شکل {\displaystyle 2^{p}-1} مرسن هستند و متعاقباً توان‌های آن‌ها ({\displaystyle p})اول است.
پس با یافتن هر عدد کامل، می‌توان یک عدد مرسن جدید پیدا کرد.

### آزمایش لوکاس- لمر
تقسیم آزمایشی اکثراً برای تصدیق مرکب بودن یک عدد مرسن اول پنهان استفاده می‌شود.
این آزمایش فوراً نشان می‌دهد که {\displaystyle M_{p}} به ازای {\displaystyle p=11,23,83,131,179,191,239,251} مرکب است (به ترتیب با عوامل اول ۲۳، ۴۷، ۱۶۷، ۲۶۳، ۳۵۹، ۳۸۳، ۴۷۹ و ۵۰۳).
یک آزمایش بسیار قدرتمند اولیه برای شناسایی {\displaystyle M_{p}} آزمایش لوکاس- لمر است.
ابتدا سه قضیه زیر را مطرح می‌کنیم:
1. اگر {\displaystyle n\equiv 3} به پیمانه ۴ و {\displaystyle n} عدد اول باشد، در این صورت {\displaystyle 2n+1|Mn}، اگر {\displaystyle 2n+1} اول باشد.
2. همچنین این درست است که عوامل اول {\displaystyle 2^{p}-1} باید شکل {\displaystyle 2kp+1} داشته باشند که {\displaystyle k} یک عدد مثبت طبیعی است و در عین حال شکل {\displaystyle 8n+1} یا {\displaystyle 8n-1} را داشته باشد (آسپنسکی و هیسلت ۱۹۳۹).
3. یک عامل اول {\displaystyle p} از یک عدد مرسن {\displaystyle M_{p}=2^{p}-1} (چه اول و چه مرکب) در صورتی عدد ویفریچ اول است که {\displaystyle p^{2}|2^{p}-1} . بنابراین یک عدد مرسن نمی‌تواند عدد ویفریچ اول باشد.

### آیا عدد کامل فرد وجود دارد؟
می‌دانیم تمام اعداد کامل به صورت حاصل ضرب یک عدد اول مرسن توانی از دو می‌باشند؛ اما در مورد اعداد فرد کامل چه نظریه‌ای وجود دارد؟
اگر این چنین عددی وجود داشته باشد در این صورت، به صورت حاصل ضرب یک مربع کامل در یک عدد اول به توان فرد می‌باشد، این عدد حداقل هشت عامل اول دارد و حداقل بر ۳۷ عدد اول بخش پذیر است (لزومی ندارد که متمایز باشند)؛ این عدد حداقل در مبنای اعشاری ۳۰۰ رقم دارد؛ و یک مقسوم علیه اول بزرگ‌تر از ۱۰۲۰ دارد.

### آیا تعداد اعداد مرسن بی‌نهایت است؟
این سؤال معادل با پاسخ دادن به این سؤال است که آیا تعداد نامحدودی عدد کامل زوج است. جواب این است که احتمالاً بله است (زیرا سری هارمونیک واگراست).

### آیا تعداد اعداد مرسن مرکب بی‌نهایت است؟
نظریه اولر: اگر {\displaystyle k>1} باشد و {\displaystyle p=4k+3} اول باشد، در این صورت {\displaystyle p^{2}|2^{p}-1} نیز اول است، اگر و تنها اگر باقی‌مانده تقسیم {\displaystyle 2p} بر {\displaystyle p^{2}|2^{p}-1}برابر {\displaystyle 1} باشد.
همچنین اگر {\displaystyle p=4k+3} باشد و {\displaystyle p^{2}|2^{p}-1}اول باشد، در این صورت عدد مرسن {\displaystyle p^{2}|2^{p}-1} مرکب است (این حدس احتمالاً منطقی است از آن جایی که تعداد اعداد اولی که به ازای {\displaystyle p} به صورت {\displaystyle 2p+1} باشد، بی‌نهایت است).

### حدس جدید در بارهٔ اعداد مرسن
بیتمن، سلفریج و واگستاف حدس زیر را زده‌اند:
فرض کنیم {\displaystyle p} هر عدد طبیعی فرد باشد؛ در این صورت اگر دو شرط اول -که در زیر آمده‌است- برقرار باشد، گزاره سوم برقرار خواهد بود:
1. {\displaystyle p=2^{k}+/-1}،{\displaystyle p=4^{k}+/-3}
2. {\displaystyle p=2^{k}-1} عدد اول باشد (بدیهی است که عدد مرسن اول است).
3. {\displaystyle {\frac {2^{p}+1}{3}}} عددی اول است.

توجه داشته باشید که این حدس چگونه به حدس قبلی وابسته‌است.
این سؤال بیشتر از این که یک حدس باشد، از دسته سؤال‌های جواب داده نشده‌است.
به راحتی می‌توان نشان داد که اگر مربع عدد اول {\displaystyle p} بر یک عدد مرسن تقسیم شود، در این صورت {\displaystyle p} یک عدد اول ویفریچ است و این اعداد کمیاب هستند! فقط دو عدد شناخته شده‌اند که زیر ۴٬۰۰۰٬۰۰۰٬۰۰۰٬۰۰۰ هستند و هیچ‌کدام از این مربع‌ها بر یک عدد مرسن بخش پذیر نیستند.

اعداد مرسن بهمراه سال

اگر دنباله‌ای به این صورت باشد که {\displaystyle A_{p}=2^{A_{p}}-1} و {\displaystyle A_{0}=2} آیا همه این دنباله اول هستند؟
دیکسون کاتالان، در پاسخ این سؤال در سال ۱۸۷۶، به لوکاس اظهار داشت که ۱–۱۲۷^۲
({\displaystyle A_{4}})، به این ترتیب اول است.
همان‌طور که مشخص است این اعداد در این دنباله بسیار سریع بزرگ می‌شوند:
C0 = ۲ (اول)
C1 = ۳ (اول)
C2 = ۷ (اول)
C3 = ۱۲۷ (اول)
C4 = ۱۷۰۱۴۱۱۸۳۴۶۰۴۶۹۲۳۱۷۳۱۶۸۷۳۰۳۷۱۵۸۸۴۱۰۵۷۳۷ (اول)
51217599719369681879879723386331576246^10 <C5 (سؤال:آیا این عدد اول است؟)
به نظر می‌آید احتمال این موضوع خیلی کم باشد که A5 (یا چند عدد بزرگ‌تر از این دنباله) اول باشد. بدون شک این مثال دیگری از «قانون قوی عددهای کوچک» Guy، است. دقت کنید که اگر در این دنباله یک عدد مرکب پیدا شود، طبق نظریه اول، تمام اعداد بعدی مرکب خواهند بود.

## تاریخچه
در سال ۱۹۶۳ کشف شد که ۱–۱۱۲۱۳^۲ اول است، و این به وسیله بسته‌های پستی مخصوص ساخته شده با مُهرِ فرستاده شده از یوبرانا، ایلینیوس اعلام شد.
یک شبکه تحقیقاتی توزیع شده در اینترنت توسط ولتمن به پا شده‌است که به GIMPS(Great Internet Mersenne Prime Search) معروف است و و داوطلبان بیشمار آن، از کامپیوترهای شخصی خود برای انجام دادن قسمت‌های مختلفی از تحقیقات استفاده می‌کنند. در ۱۷ نوامبر ۲۰۰۳، یکی از داوطلبان GIMPS کشف چهلمین عدد مرسن را گزارش داد و این موضوع، پس از آن تأیید شد. شش ماه پس از آن، کشف چهل و یکمین عدد مرسن توسط یکی از داوطلبان این شبکه به ثبت رسید. عدد بعدی مرسن در این سری نیز در ۱۸ فوریه ۲۰۰۵ اعلام شد. تلاش‌های داوطلبان GIMP، این پروژه محاسباتی توزیع شده را تبدیل به کاشف هشت عدد بزرگ‌تر اعداد مرسن نمود. در واقعیت، تا فوریه همین سال، شرکت کنندگان GIMPS، تمام توان‌های قبل از ۹٬۸۸۹٬۹۰۰ را امتحان کردند و حتی دو بار چک کردند و همه توان‌های پایین‌تر از ۱۵٬۱۳۰٬۰۰۰ را دست کم یک بار امتحان کردند.